# TRT 1
TRT1 – pierwszy program tureckiego nadawcy publicznego TRT, uruchomiony 31 stycznia 1968, jako pierwsza stacja telewizyjna w Turcji.
W latach 1968–1986 funkcjonowała pod nazwą Ankara Television, a 1986–1998 jako TV1.

## Historia
TRT1 to pierwszy turecki kanał telewizyjny, który początkowo nadawany był w Ankarze, od 1970 w Izmirze, a od 1971 w Stambule. Nadawanie w całym kraju uruchomiono w grudniu 1974. Do 15 września 1986 był jedynym kanałem telewzyjnym w Turcji – tego dnia rozpoczęto bowiem transmisje testowe kanału TRT 2 (obecnie TRT Haber). 31 grudnia 1981 rozpoczęto nadawanie kanału w kolorze.

## Ramówka stacji
Stacja koncentruje się na nadawaniu programów na następujących gatunkach: wiadomościach, rozrywce, filmie i edukacji.